# Marieła Baewa
Marieła Baewa, bułg. Мариела Баева (ur. 22 października 1964 w Sofii) – bułgarska polityk, posłanka do Parlamentu Europejskiego (2007–2009).

## Życiorys
W 1991 ukończyła filologię angielską na Uniwersytecie Sofijskim im. św. Klemensa z Ochrydy. Później kształciła się na studiach podyplomowych w zakresie integracji europejskiej.
Od 1983 do 1989 była etatowym pracownikiem organizacji młodzieżowej Bułgarskiej Partii Komunistycznej. Po 1991 pracowała m.in. jako nauczyciel akademicki.
W wyborach w 2007 uzyskała mandat eurodeputowanej z listy tureckiego Ruchu na rzecz Praw i Wolności. Była członkinią grupy Porozumienia Liberałów i Demokratów na rzecz Europy oraz Komisji Gospodarczej i Monetarnej. W PE zasiadała do 2009.